# 山田忍
山田 忍（やまだ しのぶ、1903年（明治36年）10月23日 - 1996年（平成8年）5月18日）は、日本の農学者・地方公務員。学位は、農学博士（北海道大学）・理学博士（北海道大学）。帯広畜産大学名誉教授。また、専修大学北海道短期大学学長を務め、専修大学北海道短期大学の基盤創出に尽力した。山形県出身。

## 来歴
1927年（昭和2年）、北海道帝国大学農学部農芸化学科を卒業し、北海道庁に入庁。農産部農芸化学科長、北海道農事試験場根室支場長を経て、同中標津拓殖実習場長となる。1947年北海道庁を退官する。帯広農業専門学校教授・農学科長・附属農場長。1949年、学位論文「火山性地土性調査法と北海道に於ける火山性土壤」で北海道大学より農学博士の学位を取得、帯広畜産大学畜産学部教授に就任。その後、同附属農場長や、同総合農学科長を歴任。
1966年に帯広畜産大学を停年退官し、同大学名誉教授となる。退官後は帯広大谷短期大学生活科学科教授を経て、1968年専修大学北海道短期大学農業機械科の教授に転じる。専修大学北海道短期大学学科長（1974年）を経て、1977年専修大学北海道短期大学学長に就任した。
1986年、専修大学北海道短期大学を退職。1996年、急性肺炎のため逝去。

## 受賞歴
- 日本農学会賞（1955年）
- 北海道新聞文化賞(1959年)
- 帯広市文化賞（1962年）
- 紫綬褒章（1967年）
- 勲三等旭日中綬章（1973年）[5]

## 主著
- 『肥料不足対策の実際』（柏葉書院、1948年）
- 『肥料の知識』（北農会、1950年）
- 『耕土改良の知識』（北方出版社、1954年）
- 『作物の育つ土と肥料』（農林図書出版社、1962年）